# Zer
Zerul este un produs secundar care se obține la prepararea unor tipuri de brânzeturi cum ar fi cașul. În România, în mod tradițional, din zer se face urdă. Zerul dulce este folosit la producția cașcavalului.

## Producere
Zerul este un produs secundar care apare la producția de brânzeturi. Este unul dintre componentele care se separa din lapte după coagulare sau atunci când se adaugă cheag sau o substanță acidă (oțet sau suc de lămâie).

## Utilizare
Zerul este folosit la fabricarea cașcavalului, a brânzei Ricotta și a multor alte produse lactate. De asemenea, este folosit ca aditiv în multe alimente procesate, inclusiv pâine , biscuiți, produse de patiserie, ciocolată și în hrana pentru animale.

## Compoziție
Componentele valoroase din zer sunt lactoza și cazeina alături de vitamine și microelemente
. Principalele proteine din zer sunt α-lactalbumina și β-lactoglobulin.

## Sănătate
Deoarece conține lactoză, trebuie evitat de către persoanele care au intoleranță la lactoză.